# Sciara militaris
Sciara militaris är en tvåvingeart som beskrevs av Maksymilian Nowicki 1868. Sciara militaris ingår i släktet Sciara, och familjen sorgmyggor. Arten är reproducerande i Sverige. Artens larver bildar "härmaskar" ("luskungar").